# Sergei Lwowitsch Puschkin

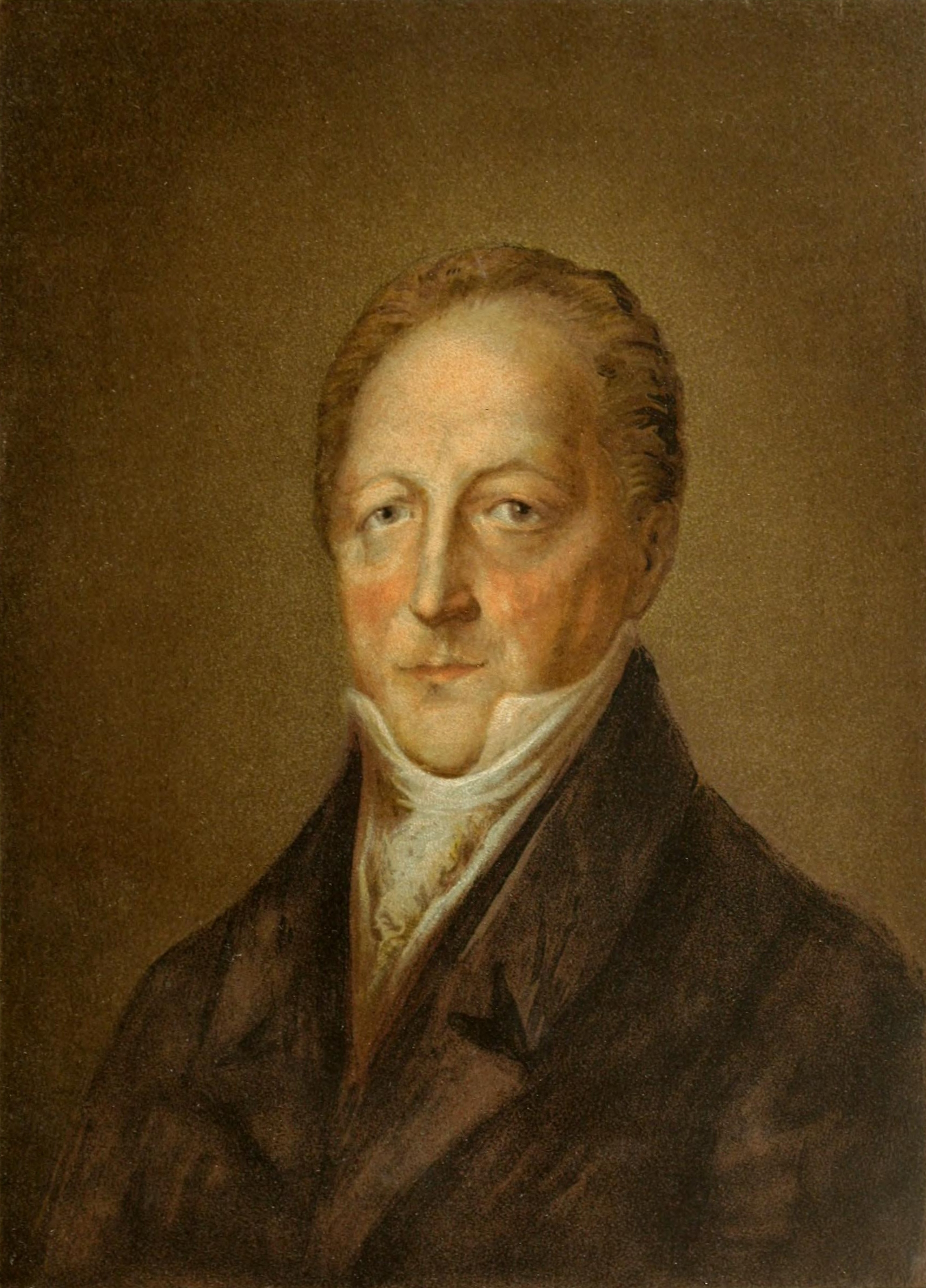
Sergei Lwowitsch Puschkin

Sergei Lwowitsch Puschkin (russisch Сергей Львович Пушкин, wiss. Transliteration Sergej L'vovič Puškin; * 23. Maijul. / 3. Juni 1770greg. in Sankt Petersburg; † 29. Junijul. / 11. Juli 1848greg. in Moskau), der Vater Alexander Puschkins, war ein russischer Major, Militärberater und Beamter.

## Leben
Sergei, der Sohn des Obersts der Artillerie Lew Alexandrowitsch Puschkin (1723–1790) und dessen zweiter Ehefrau Olga Wassiljewna Tschitscherina (1737–1802), wurde von französischen Hauslehrern erzogen, diente sich darauf im Ismailowoer Leibgarderegiment vom Sergeanten über den Fähnrich bis zum Hauptmann hoch und quittierte 1797 als Major den Militärdienst. Als Beamter in der russischen Reservearmee – zuerst in Moskau und dann in Warschau als Militärberater – brachte er es am 12. Januar 1818 bis zum Staatsrat (= Beamter 5. Klasse).
Sergei Puschkin dilettierte als Verseschmied in französischer Sprache, trat als Rezitator hervor und sprühte in Gesellschaft vor unterhaltsamen Einfällen. Der Gutsherr Sergei Puschkin besaß im Gebiet um Nischni Nowgorod die Bauerndörfer Boldino und Kistenewo.
In Warschau trat er im Juli 1814 den Freimaurern bei und wurde am 10. Oktober 1817 initiiert.

## Familie
Im November 1796 heiratete Sergei Puschkin in Petersburg seine Cousine Nadeschda Ossipowna (1775–1836), die Tochter von Marija Alexejewna Puschkina (1745–1818) und Ossip Abramowitsch Hannibal (1744–1806). Das Paar bekam acht Kinder.
- Olga (1797–1868)
- Alexander (1799–1837)
- Nikolai (1801–1807)
- Lew (1805–1852)
- Sofja (Januar – September 1809)
- Pawel (Juli – Dezember 1810)
- Michail (* 1811)
- Platon (1817–1819)

## Ehrung
- 1811: Orden des Heiligen Wladimir